# Peter Plasman
Johannes Petrus (Peter) Plasman (Roermond, 13 maart 1952) is een Nederlandse strafrecht-advocaat.

## Jeugd
Plasmans vader was officier en zijn moeder huisvrouw. Zij zat tijdens de Japanse bezetting van Nederlands-Indië in het verzet en belandde in de gevangenis. Vanwege de Indische achtergrond van zijn vrouw vroeg zijn vader legering in Suriname aan om hun slechte huwelijk te redden. Plasman zat op een katholieke school gerund door paters, waar hij en zijn broertje de enige Nederlanders waren. Plasman en zijn moeder betrapten zijn vader op heterdaad met een minnares. Kort na hun terugkeer naar Nederland ging zijn moeder terug naar haar partner in Suriname. Zijn vader hertrouwde snel. Omdat hij goed was in wiskunde, ging Plasman voor actuaris studeren in Amsterdam, waar hij snel mee ophield. Hij deed verschillende studies inclusief rechten en had een decennium lang verschillende banen. Zijn vrouw Judith raadde hem aan advocaat te worden; deze wens had hij eerder uitgesproken.

## Advocatuur
Plasman studeerde rechten aan de Universiteit van Amsterdam, werd in 1987 beëdigd als advocaat en heeft sinds 1989 samen met enkele collega's een eigen kantoor. Hij eindigde enkele keren in de Top 10 van strafpleiters van Peter R. de Vries. 

### Bekende zaken
Bekende zaken waarbij Plasman als advocaat van de verdachte optrad:
- de 'vaste gast' Van der T. van de Amsterdamse rechtbank
- een van de twee vrijgesproken verdachten in de zaak Anja Joos
- de in hoger beroep veroordeelde directeur Bakker van S.E. Fireworks (vuurwerkramp in Enschede)
- Mohammed Bouyeri, de moordenaar van Theo van Gogh
- Neuroloog Ernst Jansen Steur
- Gijs van Dam tegen Jelle Brandt Corstius
- Verder staat hij een winnaar van Miljoenenjacht bij die in verband met een door hem begane vergissing minder heeft gewonnen dan mogelijk anders het geval zou zijn geweest.
- Hij heeft aangifte gedaan tegen Sywert van Lienden en twee zakenpartners vanwege hun omstreden mondkapjesdeal met de overheid.[2]
- De Zaak van Richard de Mos
- De zaak van John de Mol tegen Roddelpraat

## Politiek
Op 18 november 2016 kwam Plasman met zijn politieke partij Niet Stemmers met één belofte: nooit stemmen in het parlement. Later sloot hij zich aan bij de partij Code Oranje van de Haagse ex-wethouder Richard de Mos, waarmee hij deelnam aan de Tweede Kamerverkiezingen 2021.

## Persoonlijk
Plasman is getrouwd met Judith Plasman-Van Ligten.
Hij heeft een halfzus via zijn moeder, die hij pas op latere leeftijd leerde kennen.
Zijn ouders en broer zijn overleden. Hij had het contact met zijn vader verbroken.